# Tasovčići
Tasovčići (Latín: Ad Turres) es una localidad del municipio de Čapljina, en el cantón de Herzegovina-Neretva de la Federación de Bosnia y Herzegovina, entidad de Bosnia y Herzegovina. En origen perteneció a los Manios y estaba situada en la carretera de Narona (actual Vid, Croacia) a Diluntum (actual Stolac, Bosnia y Herzegovina).

## Población

### Composición étnica, censo de 1991
Total: 1,675
- Serbios - 698 (41.67%)
- Musulmanes (nacionalidad) - 511 (30.50%)
- Croatas - 294 (17.55%)
- "Yugoslavos" - 138 (8.23%)
- Otros y desconocido - 34 (2.02%)